# Birdling's Flat
Birdling's Flat est une localité de la région de Canterbury,située dans l’Île du Sud de la Nouvelle-Zélande.

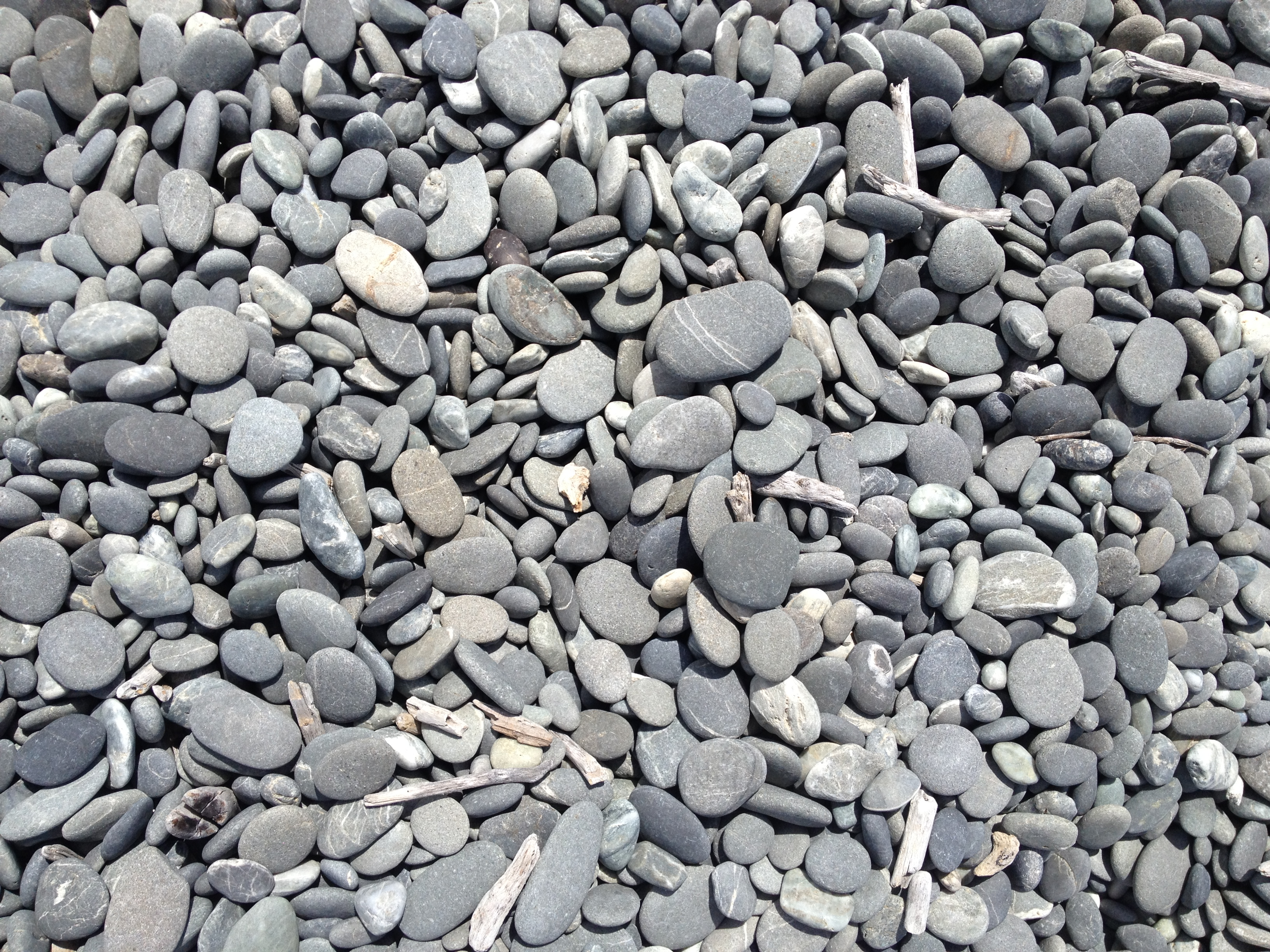
Galets venant de Birdling's Flat

## Situation
C’est un petit village tout près des berges du lac Ellesmere / Te Waihora.
‘Birdling's Flat’ fait aussi référence habituellement à la plage de galets, toute proche du village, qui forme une partie du promontoire de « Kaitorete Spit» (en).
La plage est bien connue comme un lieu, où l’on peut y trouver des petites agates et une grande variété d’autres galets arrondis très attirants.
Du fait des violents courants océaniques, la natation et le surf ne sont pas autorisés.

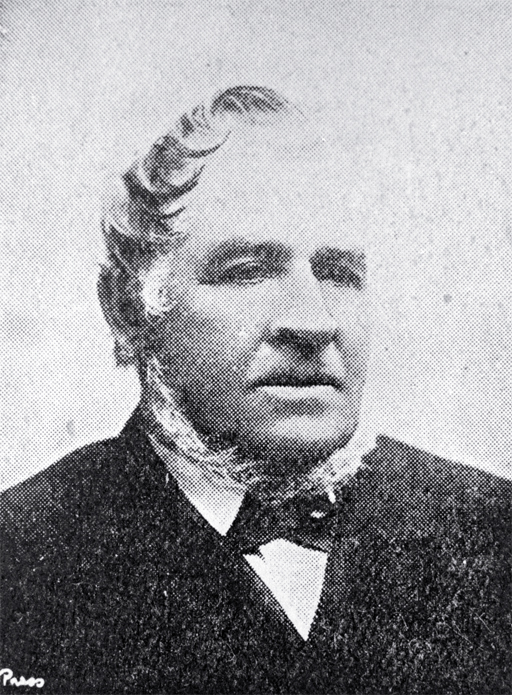
William Birdling (1822-1902)

## Toponymie
Nommé initialement « Te Mata Hapuku », Birdling's Flat a été dénommé à partir de la famille Birdling, qui furent les premiers colons européens à installer une ferme dans le secteur.
William Birdling fut le premier membre de la famille Birdling à débarquer en Nouvelle-Zélande.
Il fut employé par George Rhodes (en) en 1843 pour venir s’installer sur la péninsule de Banks et travailler comme son contremaître.
William construisit une maison à « Waikoko », dans le secteur, qui porta plus tard son nom.

## Accès
Le 16 mai 1882, un embranchement ferroviaire du chemin de fer fut ouvert  au niveau de « Birdling's Flat » à partir de la jonction avec la branche de Southbridge (en) dans la ville de Lincoln.
Cette ligne fut connue sous le nom de branche de Little river (en), qui est l’extension au niveau de la ville de Little River ouverte le 11 mars 1886.
Le chemin de fer desservit  Birdling's Flat  jusqu’à sa fermeture le 30 juin 1962.
L’ancien ballast du chemin de fer reste bien préservé et sert maintenant de promenade publique et il a été revitalisé comme circuit de marche et de vélo nommé circuit de randonnée de «Little River Rail Trail» (en).
Il a été utilisé comme site de lancement pour des fusées-sondes par l’Université de Canterbury, qui  a en effet installé une station de recherche météorologique, qui est basé là.

## Faune
Des Dauphins d’Hector vivent en grand nombre le long de la plage  et on y voit aussi des baleines , ainsi que des  Arctocephalus forsteri ou Otaries à fourrure de Nouvelle-Zélande, et beaucoup plus rarement des  Éléphants de mer du sud qui sont connus pour  y faire des cabrioles et s’y reposer.

## Autres lectures
- Barry Bradley, New Zealand Atlas, Auckland, NZ, Penguin Books, 1999 (ISBN 0-14-028914-3)
- A. W. Reed, The Reed Dictionary of New Zealand Place Names, Auckland, Reed Books, 2002 (ISBN 0-7900-0761-4).